# یودگولم
یودگولم (به انگلیسی: Udegolam) یک روستا در هند است که در کارناتاکا واقع شده‌است.